# 亚欧外长会议
亞歐外長會議是亞歐基金旗下的亞歐會議分支出來的組織，由亞洲及歐洲各國外長一起舉行的會議。現時會議的成員包括：中國、日本、韩国、蒙古、东盟10国、印度、巴基斯坦及欧盟27国的外长或代表，合共45个成员國。亞歐外長會議的首次會議於公元1997年於新加坡舉辦，之後由各國輪流主持。

## 歷屆會議
- 第一屆（1997年）：2月14日-15日在新加坡舉行[2]
- 第二屆（1999年）：3月29日在德國柏林舉行[2]
- 第三屆（2001年）：5月24日-25日在中國北京舉行[2]
- 第四屆（2002年）：6月6日-7日在西班牙馬德里舉行[2]
- 第五屆（2003年）：7月24日在印尼峇里[3]
- 第六屆（2004年）：4月17-18日在愛爾蘭基爾代爾舉行[4]
- 第七屆（2005年）：5月6日-7日在日本京都舉行[5]
- 第八屆（2007年）：5月28日-29日在德国汉堡举行[6]。
  - 本屆新成員：印度、巴基斯坦、蒙古、東盟秘書處、羅馬尼亞和保加利亞[1]
  - 議題：氣候變化、能源安全、反恐、防止核武器擴散、世界貿易等全球性問題，也包括阿富汗、伊朗、伊拉克、朝鮮半島無核化和中東局勢等國際熱點問題[7]。

- 第九屆 (2009年) : 5月25日至26日在越南河内

- 第十屆 (2011年) : 6月7日在匈牙利格德勒

- 第十一屆 (2013年) : 11月11日在印度新德里

- 第十二屆 (2015年) : 11月5日至6日在盧森堡

- 第十三屆 (2017年) : 在緬甸

## 參看
- 亚欧会议